# Prenoceratops pieganensis
Il prenoceratope (Prenoceratops pieganensis) era un piccolo dinosauro erbivoro vissuto nel Cretaceo superiore (Campaniano, circa 83 milioni di anni fa) negli Stati Uniti.

## Un ceratopo primitivo
Descritto nel 2004 sulla base di resti fossili rinvenuti in un "letto d'ossa" in Montana, il prenoceratope era un erbivoro forse semibipede appartenente ai ceratopsi, i dinosauri cornuti comprendenti anche forme notissime come il torosauro (Torosaurus) e il triceratopo (Triceratops). In particolare, le parentele del prenoceratope vanno ricercate nella famiglie dei leptoceratopsidi, un gruppo di ceratopi piccoli e molto primitivi, stranamente sopravvissuti fino alla fine dell'era dei dinosauri. Il cranio del prenoceratope era più basso e lungo di quello del successivo Leptoceratops. Il corpo, breve e robusto, era sorretto da zampe forti e relativamente lunghe. La testa era dotata del classico "becco" caratteristico dei ceratopi, ma il "collare osseo" non era ancora ben sviluppato e le corna erano assenti. Probabilmente il prenoceratope si nutriva di piante come cicadacee, felci e conifere, che strappava usando il suo becco tagliente.